# Іванівка (Мигіївська сільська громада)
Іванівка — селище в Україні, у Мигіївській сільській громаді Первомайського району Миколаївської області. Населення становить 473 особи.
На околиці села біля моста через Південний Буг (автошлях E584) на відстані 500 м один від одного розташовані два водоспади — Іванівський та Іванівський Верхній.

## Населення

### Мова
Розподіл населення за рідною мовою за даними перепису 2001 року:
| Мова            | Кількість | Відсоток |
| --------------- | --------- | -------- |
| українська      | 436       | 92.18%   |
| російська       | 21        | 4.44%    |
| румунська       | 15        | 3.17%    |
| інші/не вказали | 1         | 0.21%    |
| Усього          | 473       | 100%     |